# Галкин, Георгий Павлович
Гео́ргий Па́влович Га́лкин (1 [13] января 1896, дер. Курганы, Тверская губерния — 23 сентября 1938, Ленинград) — советский военно-морской деятель, командующий Каспийской военной флотилией, флагман 2-го ранга.

## Биография

### Происхождение и служба в царском флоте
Георгий Галкин родился 1 (13) января 1896 года в крестьянской семье, в деревне Курганы Вышневолоцкого уезда Тверской губернии. Деревня Курган не сохранилась; территория ныне относится к Козловскому сельскому поселению Спировского района Тверской области.
С 12 лет пошёл на заработки. В 1912 году поступил в школу юнг Балтийского флота, где проучился два года. По окончании школы окончил класс электриков Минной школы в 1915 году. Проходил службу в чине унтер-офицера 2-й статьи на эсминце «Автроил».

### Участие в Февральской революции
В марте 1917 года избран членом флотского комитета Ревеля, в июне — членом Центробалта 1-го созыва, где стал заместителем председателя, одновременно вошёл в Гельсингфорский совет.

### Участие в Октябрьской революции и Гражданской войне
В 1918 году вступил в Рабоче-Крестьянский Красный флот и в ВКП(б). В том же году назначен комиссаром на эсминец «Автроил». В этой должности принял участие в гражданской войне. Воевал против войск Н. Н. Юденича.
В ноябре 1918 года назначен на должность помощника главного комиссара Флота Балтийского моря, в ноябре 1920 года — военным комиссаром штаба Флота Балтийского моря.
Во время Кронштадтского мятежа в Петрограде и Петроградской губернии было введено осадное положение. Вся власть перешла к комитету обороны. Его решением 2 марта 1921 года во главе Балтийского флота была поставлена революционная тройка в составе Г. П. Галкина, И. К. Кожанова и А. А. Костина. После подавления мятежа И. К. Кожанов был назначен командующим флотом, а Г. П. Галкин остался на посту военкома.
С 22 августа 1921 года начались репрессии в отношении руководящего состава флота. По решению Политбюро Галкин назначен в состав комиссии для определения политической благонадёжности арестованных и возможности вернуть их на флот. На первом же заседании комиссии заявил о несостоятельности репрессий. В итоге комиссия пришла к выводу о возможности освобождения 283 человек, из них на флот направлялись 37 чел., 69 — в береговые части, 91 человеку запрещалось служить на Балтийском флоте.

## Служба на политических должностях
С ноября 1921 года — комиссар оперативного управления Штаба Морских сил Республики.
С августа 1923 года — комиссар Морского штаба Республики и (с апреля 1924) Штаба РККФ.
С октября 1924 года — помощник по техническо-хозяйственной части начальника Морских сил СССР.
С января 1926 года — военком Штаба РККФ и (с апреля 1926) Штаба Морских сил РККА.
С декабря 1926 года — комиссар Научно-технического комитета Морских сил СССР в Ленинграде.

## Служба на командных должностях
С августа 1927 года до декабрь 1930 года — командующий Морскими Силами Каспийского моря. Затем зачислен в резерв и направлен на обучение в Военно-морскую академию.
С ноября 1933 года по май 1937 года — помощник командующего Краснознамённого Балтийского флота по авиации. Приказом наркома обороны СССР по личному составу № 2484 от 26 ноября 1935 года Г. П. Галкину присвоено звание флагмана 2-го ранга. В феврале 1936 года награждён орденом Красной Звезды.
В связи с передачей авиации флота в ВВС РККА должность Галкина была упразднена, и в мае 1937 года он был назначен на должность помощника командующего КБФ по материально-техническому обеспечению.
После ареста 15 июля 1937 года командующего Балтийским флотом флагмана 1-го ранга А. К. Сивкова и до назначения в августе 1937 года новым командующим И. С. Исакова временно исполнял должность командующего флотом.

## Политические репрессии
8 января 1938 года уволен из РККА. В то время проживал в Ленинграде по адресу: улица Вологодская, дом 5, квартира 76.
Был арестован 9 января (по другим данным, 18 января) 1938 года УНКВД по Ленинградской области по обвинению в том, что с 1935 года является участником антисоветского военно-фашистского заговора, проводил по заданию указанной контрреволюционной организации подрывную работу в Балтийском флоте, соответственно в преступлениях, предусмотренных статьями 58-1б, 8 и 11 УК РСФСР. По признанию арестованного позже за применение незаконных методов следствия начальника Особого отдела КБФ капитана госбезопасности М. М. Хомякова, сразу же после ареста Галкин «подвергся жестокому избиению, в результате чего он подписал ложные показания».
Выездная сессия Военной Коллегии Верховного Суда СССР 22 сентября 1938 года приговорила Галкина Георгия Павловича к лишению воинского звания флагман 2-го ранга и подвергнуть высшей мере наказания — расстрелу, с конфискацией всего лично ему принадлежащего имущества. 23 сентября 1938 года, на следующий день после вынесения приговора, в Ленинграде приговор приведён в исполнение. Данных о месте захоронения не имеется.
Верховный Суд СССР своим определением № 4Н-0901/57 от 24 декабря 1957 года приговор Военной Коллегии Верховного Суда СССР от 22 сентября 1938 года в отношении Галкина Георгия Павловича по вновь открывшимся обстоятельствам отменил и дело прекратил за отсутствием состава преступления. Таким образом, он был реабилитирован посмертно.